# Helianthemum nummularium

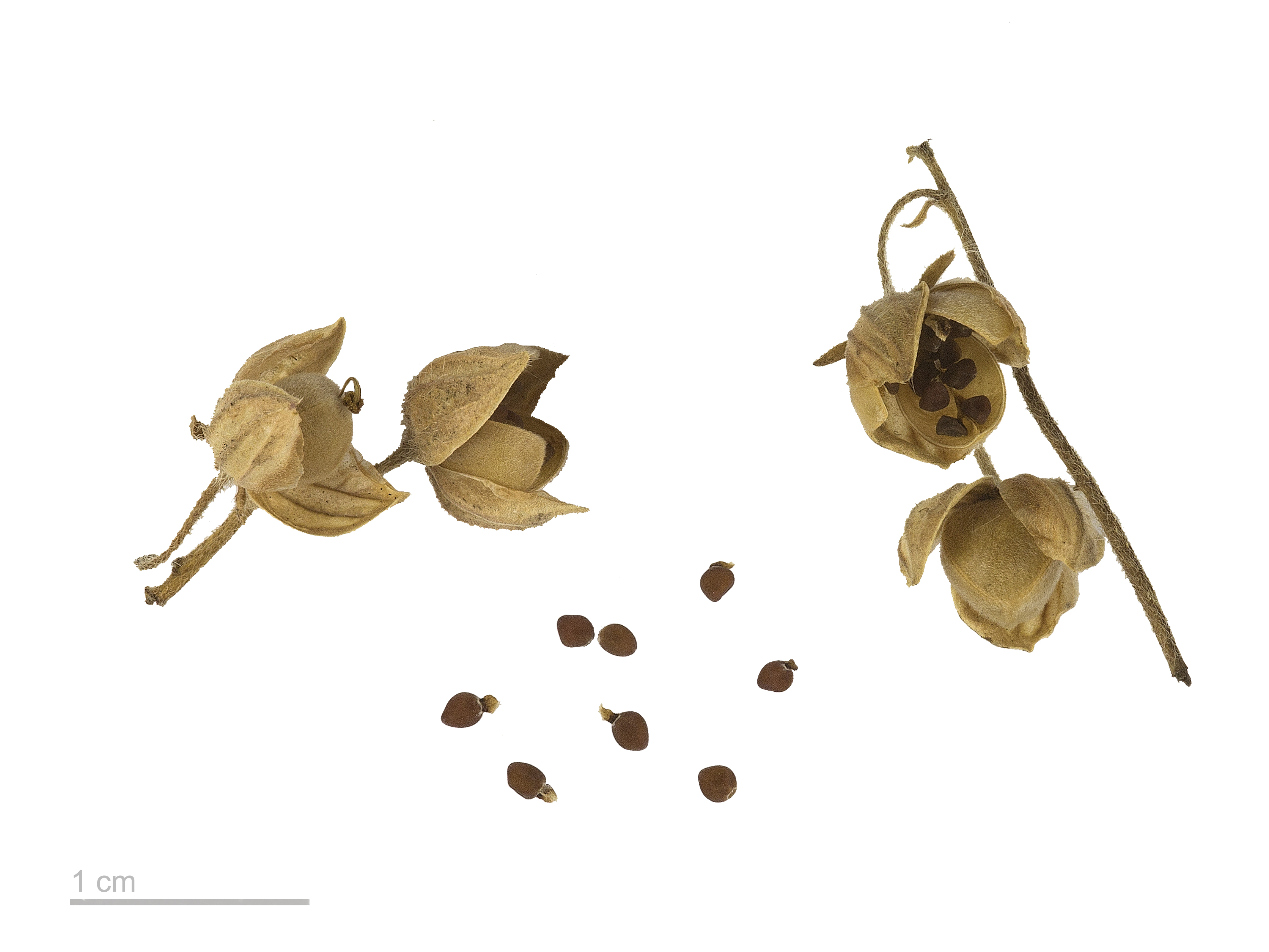
Helianthemum nummularium

El heliántemo, helianto, tamarilla o  perdiguera (Helianthemum nummularium) es una especie de planta perenne de la familia de las cistáceas.

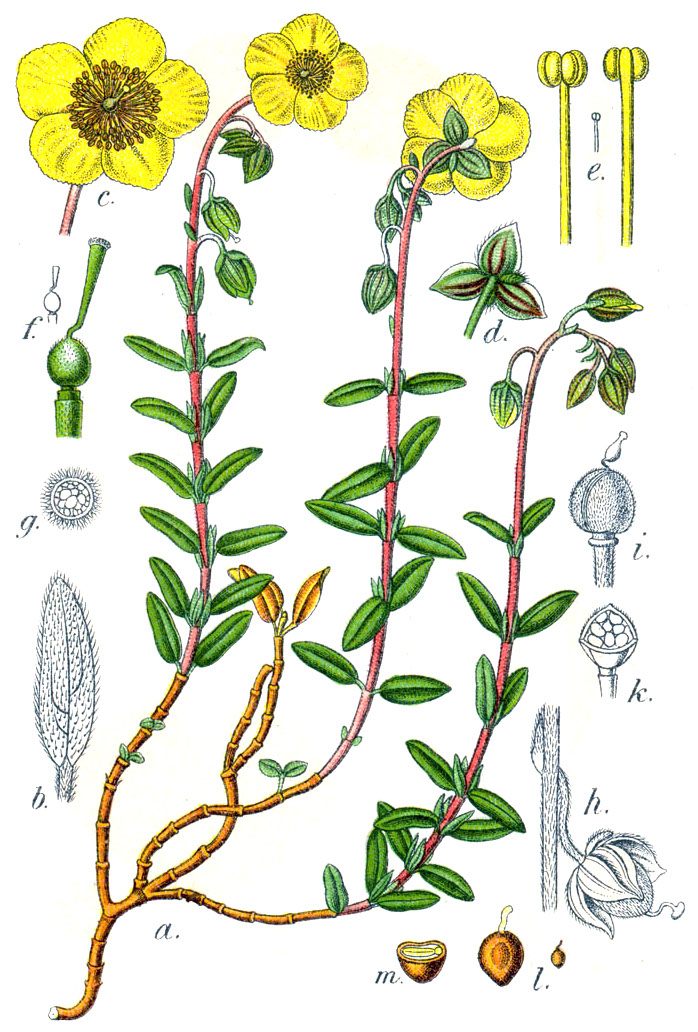
Ilustración

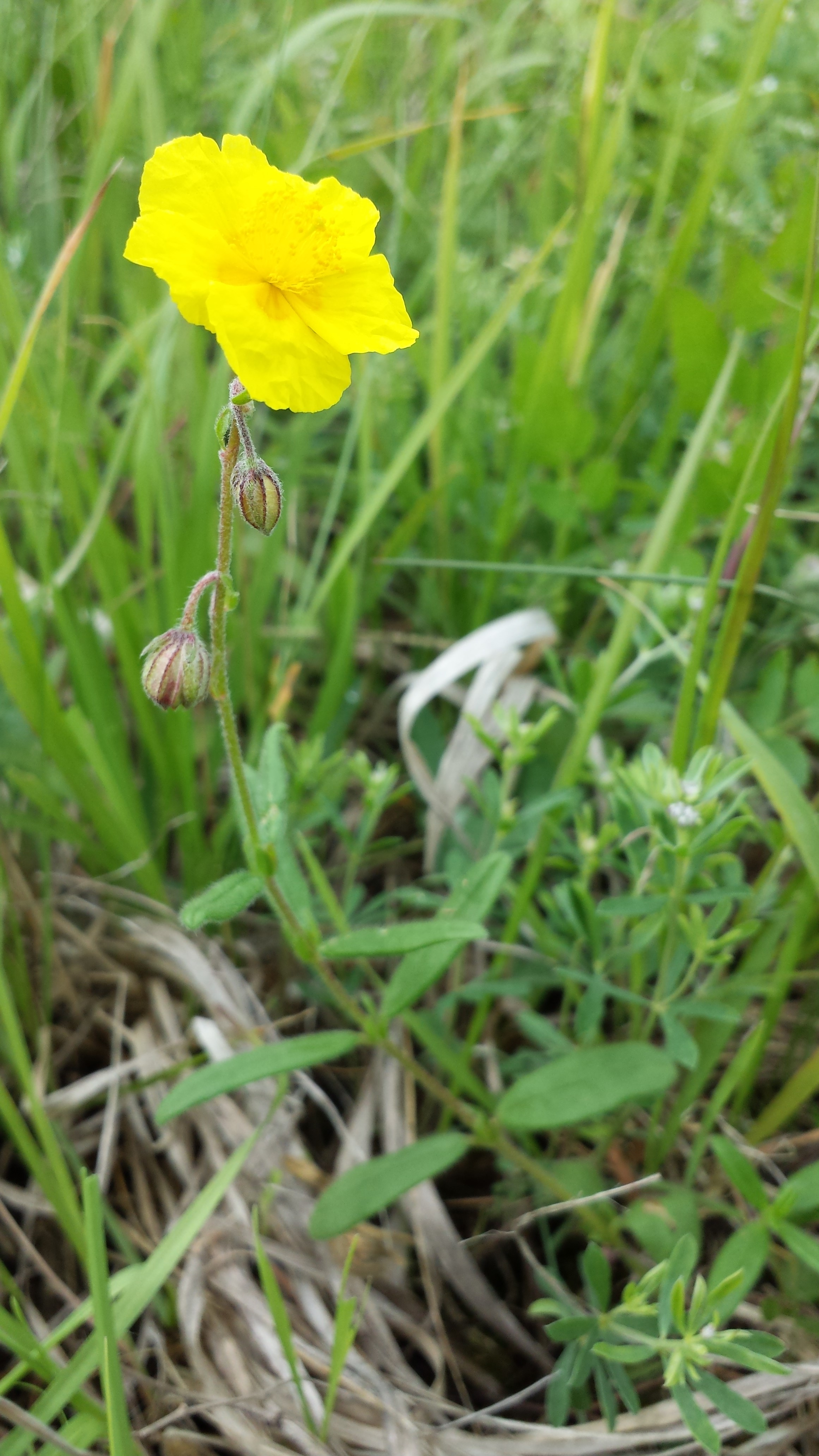
Vista de la planta

## Descripción
Planta perenne, de (5)10-35(45) cm de alto, sufruticosa, laxamente cespitosa, más o menos verde; cepa ramificada, con frecuencia estolonífera. Tallos procumbentes o ascendentes, setosos o glabros, raramente tomentosos. Hojas de ovado-lanceoladas a estrechamente elípticas o linear-lanceoladas, obtusas, más o menos planas, raramente de margen revoluto, verdes por el haz –glabras o con indumento de pelos simples o geminados, raramente en fascículos de 3(4), subsetosos, adpresos–, incano-tomentosas, de nervios laterales algo prominentes por el envés; limbo (6)10-25(35) × (2)4-12(18) mm; estípulas más largas que el peciolo, linear-lanceoladas u oblongo- lanceoladas, largamente ciliadas, en general glabras, verdes; hojas inferiores, menores, con frecuencia ovadas u orbiculares. Inflorescencia simple, más o menos laxa, de hasta 15(18) flores; brácteas más cortas que los pedicelos, similares a las estípulas. Botones florales ovoideo-cónicos, acuminados, subagudos, de ápice no o algo retorcido. Sépalo internos 6-9(10) mm –de 8-10(12) mm en la fructificación–, anchamente ovales, subobtusos, a menudo apiculados, de costillas prominentes, purpúreas, en general setoso-híspidas –con pelos más cortos que los espacios intercostales (generalmente de cerca de 1 mm), a veces más largos–, con los espacios intercostales de casi 1,5 mm de anchura máxima, membranáceos, de glabros a tenuemente estrellado-tomentosos; sépalos externos de longitud 1/3-1/2 la de los internos, de oblongo-lanceolados a elípticos, ciliados, verdosos. Pétalos de 8-12(13) mm, obovado-flabeliformes, raramente oblongo-lanceolados, amarillos o anaranjados, más raramente rosados o blancos, maculados. Fruto en cápsula de 6-8 mm, menor que el cáliz, ovoideo-globosa, densamente pelosa, polisperma. Semillas cerca de 1,5 mm, pardo-rojizas.

## Hábitat y distribución
En tomillares, matorrals, pastos más o menos secos, bosques aclarados, pedregales y fisuras de rocas, en substrato calizo o silíceo; desde el nivel del mar hasta 2750 m de altitud.
En toda Europa, excepto Islandia y Noruega, hasta oeste de Asia. En la Península ibérica: en la mitad norte y en Sierra Nevada.

## Usos
Existen más de 200 cultivares de la especie en el mercado.

## Taxonomía
Helianthemum nummularium fue descrita por (Cav.) Losa & Rivas Goday y publicado en Archivos del Instituto de Aclimatacion 13(2): 218. 1974.
Etimología
Helianthemum: nombre genérico que deriva del griego antiguo  Ἥλιος (Helios), "el Sol" y  ανθεμοζ, ον (anthemos, on), "florecido", pues las flores solo se abren con el calor del sol (necesitan una temperatura superior a 20 °C para desplegar sus pétalos) y tienen un cierto fototropismo positivo. Ciertos nombres vernáculos en castellano, tales como Mirasol, corroborarían esta interpretación. Autores sostienen que su nombre es debido a la semejanza de las flores amarillas con el astro solar; sin embargo muchas especies son blancas, anaranjadas, rosadas o purpúreas, lo que no encuadra con esta interpretación. Otros por el afecto que tendría el género por los sitios soleados...
nummularium: epíteto latíno que significa "con forma de moneda"
Sinonimia
- Cistus nummularius L., Sp. Pl., vol. 1, p. 523, 1753 (basiónimo)[6][7]

## Otros nombres vernáculos
Castellano: cespedilla, flor del sol, jarilla de monte, mirasol, perdiguera, quiribel, tamarilla, yerba turmera.